# Christian Eriksen
Christian Dannemann Eriksen (Middelfart, Municipi de Middelfart, Dinamarca 14 de febrer de 1992) és un futbolista professional danès, actualment jugant com a centrecampista pel Manchester United FC anglès. També és internacional amb la selecció danesa de futbol, de la qual és el capità.

## Trajectòria

### Primeres passes
Eriksen començà a jugar a futbol en el seu poble natal Middelfart abans de tenir 3 anys. El 2005 va fitxar per l'Odense Boldklub, que competia en els campionats danesos. El seu equip va perdre la semifinal contra BRØNdby If, però després se'l va nomenar "Jugador més tècnic". L'any següent, l'Odense Boldklub va guanyar el torneig, on Eriksen va marcar l'únic gol del partit.
Després d'algunes actuacions brillants per OB sub-16 i més tard a l'equip sub-19 i l'equip sub-17 danès, alguns dels clubs de futbol europeus més importants, incloent-hi Chelsea FC i FC Barcelona, van començar a tenir-lo en compte. Però va ser l'Ajax d'Amsterdam a l'octubre de 2008 que va aconseguir incorporar al jove danès amb un contracte dos anys i mig a l'equip neerlandès.
Se'l va anomenar Talent sub-17 danès de l'any el 2008 per la Unió Danesa de Futbol.

### Ajax d'Amsterdam
El 17 d'octubre del 2008 es va oficialitzar que Eriksen signava un contracte de 3 anys amb Ajax d'Amsterdam, el qual va pagar prop d'un milió d'euros per emportar-se al danès. Va començar als equips inferiors i va debutar per a l'equip neerlandès en l'Eredivisie el dia 17 de gener de 2010 contra el Nac Breda. El mànager Martin Jol comparava Eriksen amb altres productes del planter de l'Ajax com Van der Vaart i Wesley Sneijder i amb la llegenda danesa Michael Laudrup. El 25 març 2010 va marcar el seu primer gol amb l'Ajax en una victòria de 6-0 contra adversari de copa Go Ahead Eagles.

### Tottenham Hotspur

#### Temporada 2013-14
El 30 d'agost de 2013, el Tottenham Hotspur FC va anunciar que havia completat la transferència d'Eriksen procedent de l’Ajax d'Amsterdam en un acord d'uns 11 milions de lliures (12.320.000 euros).
El 14 de setembre de 2013, va debutar a la Premier League contra el Norwich City, oferint una assistència a Gylfi Sigurðsson. L'entrenador del Tottenham, André Villas-Boas, va comentar: "Ha estat un gran debut per en Christian, és un número 10 pur, un jugador creatiu i la seva qualitat individual marca diferències".
El 19 de setembre de 2013, Eriksen va aconseguir el seu primer gol amb la samarreta del Tottenham en un partit que va acabar 3-0 contra el Tromsø IL a la Europa League.
El 12 d'abril de 2014, Eriksen va marcar el gol de l'empat a 3 en el temps afegit de la segona part en un partit on el Tottenham s'havia col·locat 3-0 per sota en el marcador i va aconseguir empatar 3-3 contra el West Bromwich Albion. Al final de la temporada, havia marcat un total de set gols a la Premier League.

#### Temporada 2014-15
Al llarg de la temporada 2014-15, Eriksen va tenir un paper clau en moltes de les victòries dels Spurs. L'internacional danès va marcar alguns gols decisius, destacant els que va marcar contra el Swansea City, Sunderland, Hull City, entre d'altres.
El 10 de gener de 2015, Eriksen va ser triat Jugador de Futbol Danès de l'Any dues vegades consecutives, convertint-lo en el primer jugador en aconseguir-ho des de William Kvist.
El 28 de gener de 2015, Eriksen va completar el seu millor partit fins al moment en un partit on s'enfrontaven el Tottenham Spurs contra el Sheffield United a la semifinal de la Capital One Cup. El seu primer gol, un tir lliure des d'una distància de 28 metres es va colar per l'escaire esquerra de la porteria després de tocar el pal i enganyar al porter amb una rosca impressionant, va ser elogiat per futbolistes de la talla de Michael Owen i Gary Neville, entre d'altres.
Eriksen va completar la temporada 2014-15 jugant absolutament tots els partits de la Premier League. Va ser la temporada en la qual es va consolidar com un home clau per al entrenador Mauricio Pochettino.
Després de constants rumors que situaven a Eriksen a algun equip gran d'Europa, el 9 de juny de 2015 va confirmar als mitjans danesos que es quedaria a Tottenham Hotspur en el futur més proper: "Em trobo com a casa al Tottenham i encara no m’he plantejat sortir del club".

#### Temporada 2016-17
Durant la temporada 2016-17, Eriksen va ser protagonista del Tottenham una vegada més, amb vuit gols i 15 assistències. Va ser el segon màxim assistent, tenint només per sobre a Kevin De Bruyne. Eriksen també va guanyar la distinció al major assistent de la FA Cup i després va guanyar el premi al millor jugador del Tottenham de la temporada, el segon en el seu palmarès després d'haver-lo guanyat ja al 2014.

## Estadístiques
| Club              | Temporada | Lliga | Lliga | Lliga   | Copes nacionales | Copes nacionales | Copes nacionales | Tornejos internacionals | Tornejos internacionals | Tornejos internacionals | Total | Total | Total   |
| Club              | Temporada | Part. | Gols  | Assist. | Part.            | Gols             | Assist.          | Part.                   | Gols                    | Assist.                 | Part. | Gols  | Assist. |
| ----------------- | --------- | ----- | ----- | ------- | ---------------- | ---------------- | ---------------- | ----------------------- | ----------------------- | ----------------------- | ----- | ----- | ------- |
| Ajax d'Amsterdam  |           |       |       |         |                  |                  |                  |                         |                         |                         |       |       |         |
| 2009-10           | 15        | 0     | 1     | 4       | 1                | 0                | 2                | 0                       | 0                       | 21                      | 1     | 1     |         |
| 2010-11           | 28        | 6     | 9     | 7       | 1                | 2                | 12               | 1                       | 3                       | 47                      | 8     | 14    |         |
| 2011-12           | 33        | 7     | 15    | 3       | 0                | 1                | 8                | 1                       | 2                       | 44                      | 8     | 18    |         |
| 2012-13           | 33        | 10    | 13    | 5       | 2                | 1                | 8                | 1                       | 5                       | 46                      | 13    | 19    |         |
| 2013-14           | 4         | 2     | 3     | 1       | 0                | 1                | -                | -                       | -                       | 5                       | 2     | 4     |         |
| Total club        | 113       | 25    | 41    | 20      | 4                | 5                | 30               | 3                       | 10                      | 163                     | 32    | 56    |         |
| Tottenham Hotspur |           |       |       |         |                  |                  |                  |                         |                         |                         |       |       |         |
| 2013-14           | 25        | 7     | 8     | 2       | 0                | 0                | 9                | 3                       | 3                       | 36                      | 10    | 11    |         |
| 2014-15           | 38        | 10    | 2     | 6       | 2                | 3                | 4                | 0                       | 0                       | 48                      | 12    | 5     |         |
| 2015-16           | 35        | 6     | 13    | 5       | 1                | 0                | 7                | 1                       | 1                       | 47                      | 8     | 14    |         |
| 2016-17           | 36        | 8     | 15    | 4       | 3                | 6                | 8                | 1                       | 2                       | 47                      | 12    | 23    |         |
| 2017-18           | 10        | 3     | 2     | 1       | 0                | 0                | 3                | 1                       | 1                       | 14                      | 4     | 3     |         |
| Total club        | 144       | 34    | 40    | 18      | 6                | 9                | 31               | 6                       | 7                       | 193                     | 46    | 56    |         |

## Internacional
Eriksen va fer el seu debut amb la selecció sub-17 de Dinamarca en setembre de 2007. Va rebre la seva primera convocatòria amb la selecció absluta de Dinamarca el febrer de 2010, convertint-se en el tercer jugador més jove en debutar amb "El Tomate mecánico", en partit jugat contra Àustria el març de 2010.

### Selecció danesa absoluta
Eriksen va rebre la seva primera crida a Dinamarca en febrer de 2010, fent el seu debut en el partit amistós del seu país contra Àustria al març. En aquest partit es va convertir en el quart internacional més jove en debutar de la història de Dinamarca.
El 28 de maig de 2010, el seleccionador danès, Morten Olsen, va anunciar que Eriksen formaria part de l'equip de 23 participants que representaria a Dinamarca a la Copa Mundial de la FIFA 2010, a Sud-àfrica. Va ser el jugador més jove que va participar en tot el torneig. A la Copa del Món de 2010, Eriksen va jugar dos partits: contra els Països Baixos i Japó, però Dinamarca no va poder avançar més enllà de la fase de grups.
El 9 de febrer de 2011, Dinamarca va perdre 1-2 en un amistós contra Anglaterra, però Eriksen va ser nomenat Man of the Match, i va ser elogiat per diverses figures destacades del futbol, com Frank Lampard i Rio Ferdinand, el gerent Morten Olsen i diversos experts en mitjans de comunicació a Dinamarca i Anglaterra.
El 4 de juny de 2011, Eriksen va marcar el seu primer gol a la selecció en un partit on Dinamarca va guanyar 2-0 a Islàndia en el classificatori per l'Eurocopa 2012. En fer-ho, es va convertir en el jugador danès més jove que va aconseguir un gol en la qualificació europea.

## Palmarès

### Títols a nivell d'equip
| Títol                    | Club                 | País          | Any  |
| ------------------------ | -------------------- | ------------- | ---- |
| Copa Holandesa           | Ajax d'Amsterdam     | Països Baixos | 2010 |
| Eredivisie               | Ajax d'Amsterdam     | Països Baixos | 2011 |
| Eredivisie               | Ajax d'Amsterdam     | Països Baixos | 2012 |
| Eredivisie               | Ajax d'Amsterdam     | Països Baixos | 2013 |
| Supercopa Holandesa      | Ajax d'Amsterdam     | Països Baixos | 2013 |
| Serie A                  | FC Inter de Milà     | Itàlia        | 2021 |
| Copa de la Lliga anglesa | Manchester United FC | Anglaterra    | 2023 |
| Copa anglesa             | Manchester United FC | Anglaterra    | 2024 |

### Títols individuals
| Distinció                              | Any                 |
| -------------------------------------- | ------------------- |
| Millor Jugador Danés de l'Any          | 2011,2013,2014,2015 |
| Millor Jugador jove Danés de l'Any     | 2010,2011           |
| Talent de futur de l'Ajax              | 2010                |
| Talent de l'any de l'Ajax              | 2011                |
| Millor jugador jove dels Països Baixos | 2011                |
| 3r Millor jugador de la Eredivisie     | 2012                |
| 2n Millor jugador de l'Eredivisie      | 2013                |
| Millor Jugador de l'Any del Tottenham  | 2014,2017           |
| Màxim assistent de la FA Cup           | 2017                |
| Premi Johan Cryff                      | 2011                |